# Pedraza (Spagna)
Pedraza è un comune spagnolo di 458 abitanti situato nella comunità autonoma di Castiglia e León.